# Onde acoustique ionique
L'onde acoustique ionique est une onde de plasma.
Elle fait partie des trois modes propres d'un plasma non-magnétisé avec l'onde de Langmuir et l'onde lumineuse.
Elle est caractérisée par de basses fréquences contrairement aux autres modes propres.
Cette basse fréquence permet de prendre en compte la réaction des ions au passage de l'onde. En effet, la pulsation {\displaystyle \omega } est proche de la pulsation plasma {\displaystyle \omega _{i}} propre aux ions.
Sa relation de dispersion est {\displaystyle \omega ^{2}=k^{2}v_{s}^{2}=k^{2}{\frac {\gamma _{e}k_{B}T_{e}+\gamma _{i}k_{B}T_{i}}{m_{i}}}}
où {\displaystyle v_{s}} est une vitesse dite acoustique,
{\displaystyle T_{e}} et {\displaystyle T_{i}} sont les températures électronique et ionique respectivement,
k est le nombre d'onde, {\displaystyle k_{B}} est la Constante de Boltzmann,
{\displaystyle m_{i}} est la masse des ions, {\displaystyle \gamma _{e}} et {\displaystyle \gamma _{i}} sont les indices adiabatiques électronique et ionique.
Comme toute onde acoustique, son aspect corpusculaire est décrite par les phonons.